# Cercle de Belles Arts de València
El Cercle de Belles Arts de València fou una entitat cultural privada sense ànim de lucre de València, País Valencià creada en aquesta ciutat per un grup d'artistes el 1894 amb l'objectiu principal de dinamitzar la vida cultural i artística de la ciutat a través de les seues múltiples activitats.

## Història
El Cercle de Belles Arts de València compta ja amb més d'un segle d'existència, durant el qual ha tingut un gran protagonisme a l'hora de dinamitzar la vida cultural i artística valenciana de la ciutat a través de les seues múltiples activitats. Va ser creat a València per un grup d'artistes el 1893 que es van instal·lar en un local del Carrer de les Avellanes.
La primera Junta Directiva va tindre com a president Luis Domenech, literat i periodista, per posteriorment ser rellançat pel pintor Joaquim Agrasot, l'autèntic propulsor del Cercle, sense oblidar la labor de Joaquim Sorolla, que el 1912 va crear el Grup “Joventut Artística”, al qual van pertànyer els principals artistes del moment.
El 1932, un grup dissident d'aquesta entitat es va agrupar entorn de la “Sala Blava” situada al carrer Redempció, que més tard va passar a constituir-se en una entitat de caràcter regionalista denominada “Acció d'Art”.
En esclatar la Guerra Civil, la major part d'artistes del Cercle de Belles Arts van passar a integrar-se en l'Aliança d'Intel·lectuals en Defensa de la Cultura, que va tindre un gran protagonisme com a entitat cultural i artística durant els anys de guerra. Va ser aquest organisme l'encarregat d'organitzar i seleccionar als artistes que van participar en el Pavelló de la Segona República Espanyola de París el 1937. Del quasi centenar d'artistes plàstics seleccionats, el 30% eren pintors, escultors, dibuixants i fins i tot artistes fallers valencians, molts dels quals eren socis del Cercle de Belles arts de València. Una època de la qual veiem obres de Manuel Benedito, Antonio Muñoz Degraín, Josep Benlliure o Santiago Rusiñol.
La Guerra Civil Espanyola va suposar el tancament de l'entitat fins que el 1947 el Marqués de Montortal, com a nou president de l'entitat, aconseguira la seua legalització, juntament amb el President d'Honor, Luis Martí, director de la Reial Societat Econòmica d'Amics del País, una resurrecció en la qual van participar el Baró de San Petrillo, José Ombuena o Salvador Tuset, així com Felipe María Garín i Ortiz de Taranco, entre d'altres, i s'hi van integrar obres, entre d'altres, de Ruano Llopis, Mongrell o José Capuz.
El Cercle de Belles Arts s'instal·là en els locals de la Plaça de Mariano Benlliure, 8, antiga plaça de la Pilota, en els locals d'“Unió Llevantina”, en l'antic cafè “El Lleó d'Or”. Un moment en què la filla de Joaquín Sorolla va fer donació d'una obra del seu pare al Cercle, es va iniciar la recuperació del patrimoni que es trobava salvaguardat i custodiat al Museu de Ceràmica, per Manuel González Martí. Les obres s'havien salvat i continuava la història amb Ricardo Verd, Francisco Lozano, Joan Baptista Porcar, i amb escultors que arriben fins a Ricardo Boix, José Esteve Edo i Nassio Bayarri.
Allí va estar situat fins a mitjan 2003, moment en què es traslladà a aquesta nova seu, del carrer Cadirers, 5, que va pertànyer a José Ruiz de Lihory, Baró d'Alcahalí i autor del Diccionari Bibliogràfic d'Artistes Valencians publicat el 1897. Un palau gòtic del segle xv, l'escala del qual arranca amb una columna entorxada i un ampit amb un àngel, i que ha estat atribuïda a Pere Compte, artífex de la Llotja. També va habitar aquest palauet a partir de 1909 les Germanes de la Doctrina Cristiana que el van utilitzar com a Col·legi de la Sagrada Família.
Durant més d'un segle d'existència, ha dinamitzat amb les seues activitats expositives, certàmens, publicacions, conferències, recitals, cursos de dibuix i pintura i audicions musicals de la vida cultural i artística valenciana.
El Cercle de Belles arts volgué donar un enfocament renovat al seu tradicional suport a la Cultura Valenciana, de manera que es va obrir a totes les manifestacions artístiques, per oferir a València les diferents maneres de crear, no només plàstiques, sinó també relacionades amb la música, la literatura, l'arquitectura i tot allò que sorgira, així com donar cabuda a tota la societat actual, des dels més joves als més consagrats artistes valencians que ja formaven part de l'entitat.
Les dificultats econòmiques produïdes per la gran despesa d'adquirir i mantindre la nova seu va posar en perill l'existència mateixa del Cercle, que va haver finalment de vendre l'edifici i va passar a instal·lar-se provisionalment en locals del Convent del Carmen. Finalment, la demanda de la Generalitat Valenciana per a que es tornaren els diners de la subvenció per a la reforma del palau adquirit com a seu, portà al Cercle a dissoldre's a finals del 2019. La col·lecció artística fou oferida com a part del pagament i els llibres i documents foren oferits a la Reial Acadèmia de Belles Arts de Sant Carles.